# Chiesa del Carmine (Trento)
La chiesa del Carmine era una chiesa cattolica situata a Trento; fondata nel XVII secolo, venne demolita nel 1829.

## Storia

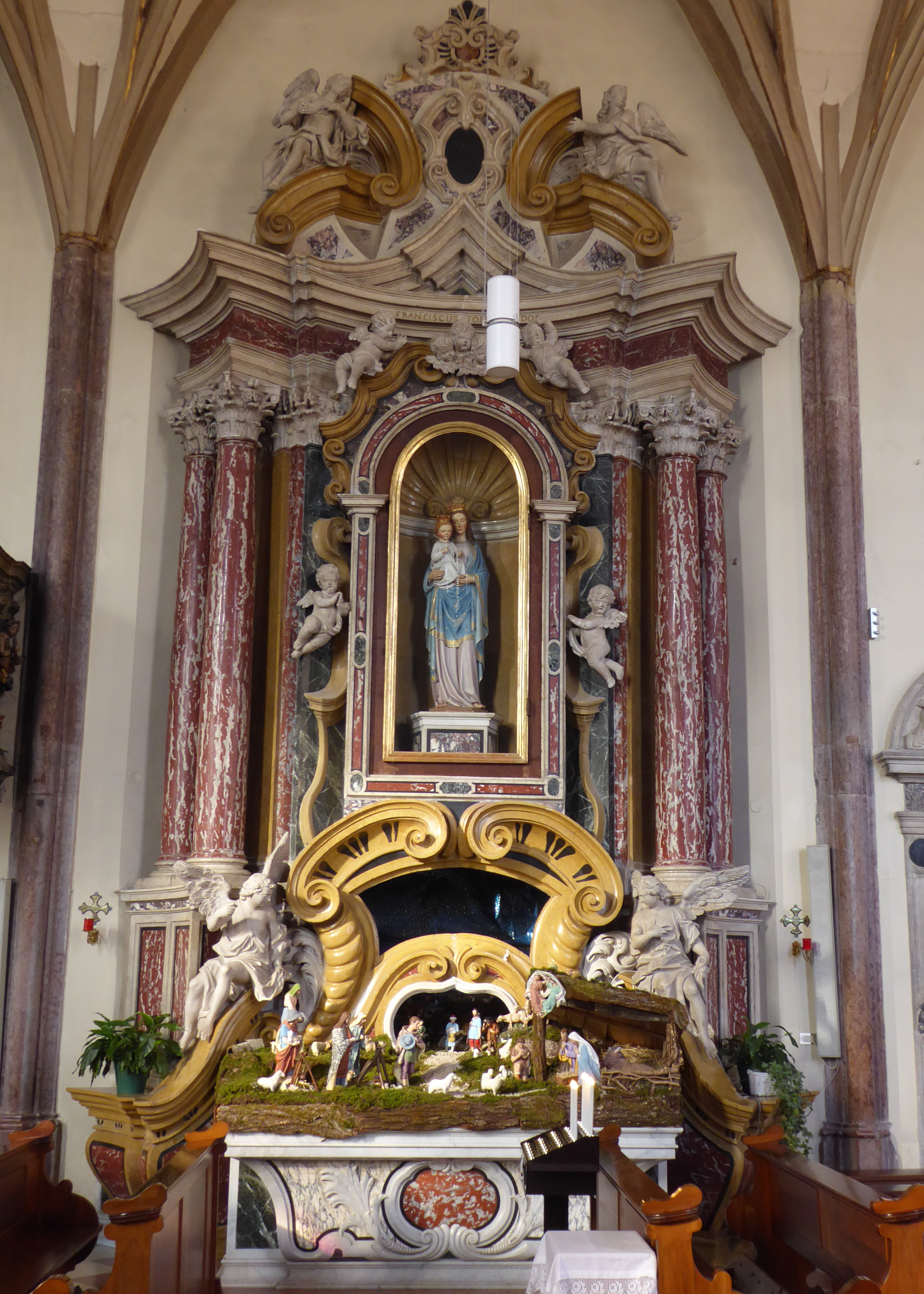
L'altare maggiore della chiesa del Carmine, ora laterale sinistro per la pieve dell'Assunta di Civezzano

La confraternita del Carmine sorse a Trento nel 1633, venendo eretta canonicamente con bolla papale quattro anni dopo; essa aveva sede inizialmente nella chiesa di Sant'Elisabetta (corrispondente oggi a quella di San Giuseppe vicino a Piazza Duomo, detta anche del Sacro Cuore). A partire dal 1636 i confratelli cominciarono a cercare un sito dove costruire una chiesa propria, che venne individuato verso il termine di Contrada Lunga (oggi via Roma): l'edificio risulta in fase di costruzione avanzata nell'aprile del 1639, e forse era completato nelle sue parti fondamentali già a maggio dell'anno precedente. Il cantiere rimase attivo almeno fino al 1653 (entro il 1644 venne edificata la sagrestia), senza contare la costruzione del coro verso il 1668-69.
Nel secondo decennio del Settecento, nel contesto di un grande rinnovamento urbano che vide coinvolte anche le varie confraternite, la chiesa venne considerevolmente ampliata; i lavori comportarono una spesa notevole per la confraternita e nel 1720 non erano ancora conclusi. Tra le altre cose venne ingrandita l'aula, dotandola di due cappelle laterali, e venne rimaneggiata la facciata; nel cantiere operò Antonio Sebellini, maestro tagliapietre di Castione. Negli anni cinquanta del Settecento vi fu un altro intervento sulla struttura per mano di Francesco Oradini, con il rifacimento della facciata e la realizzazione del portale, della decorazione sovrastante e delle statue dell'altare maggiore.
Nel 1805 la chiesa fece temporaneamente le funzioni di parrocchiale per il quartiere, perché Santa Maria Maggiore era stata chiusa a causa del crollo della volta. Questo fu comunque il "canto del cigno" dell'edificio: infatti già dagli anni trenta del Settecento la situazione economica della confraternita, provata dalle molte spese, aveva cominciato a vacillare, ed entro gli anni ottanta del secolo essa era sommersa dai debiti e venne anche portata a processo. Nel 1809 la confraternita aveva passività per un ammontare di 54 226 fiorini, e il 27 marzo 1811  venne soppressa dal governo bavaro e i suoi beni alienati al demanio, che a sua volta li concesse ai creditori. 
La chiesa, sconsacrata, venne quasi totalmente demolita nel 1829 per permettere l'ampliamento dell'adiacente ex collegio dei Gesuiti, che ospitava all'epoca il seminario maggiore; l'unico elemento strutturale superstite fu il corridoio a destra del presbiterio, inglobato nella nuova fabbrica del seminario. La facciata venne smontata, e in un primo momento venne destinata alla chiesa di San Martino (anch'essa opera dell'Oradini); dopo un cambio di programma, le pietre invece rimasero ferme nel cortile del seminario fino al 1832, quando vennero donate dal vescovo Luschin all'arciprete di Borgo Valsugana don Pietro Casagranda, che fece applicare la facciata (con minimi aggiustamenti e rifacimenti) alla chiesa della Natività di Maria di Borgo. Non tutti i pezzi della facciata finirono a Borgo: il portale passò infatti alla chiesa di San Bartolomeo di Fraveggio, che ne reimpiegò però solo stipiti e architrave (quello di Borgo ne è comunque una copia fedele), mentre la statua della Madonna con Bambino, dapprima trasferita a Santa Maria Maggiore, si trova ora (molto rovinata) nel lapidario del castello del Buonconsiglio (quella di Borgo proviene dalla chiesa di Santa Maria dei Servi di Venezia). L'altare maggiore passò alla pieve di Santa Maria Assunta di Civezzano, mentre i due laterali vennero sistemati nella chiesa di Santa Maria Maggiore (scambiandone inavvertitamente le pale, essendo quasi identici).

## Descrizione

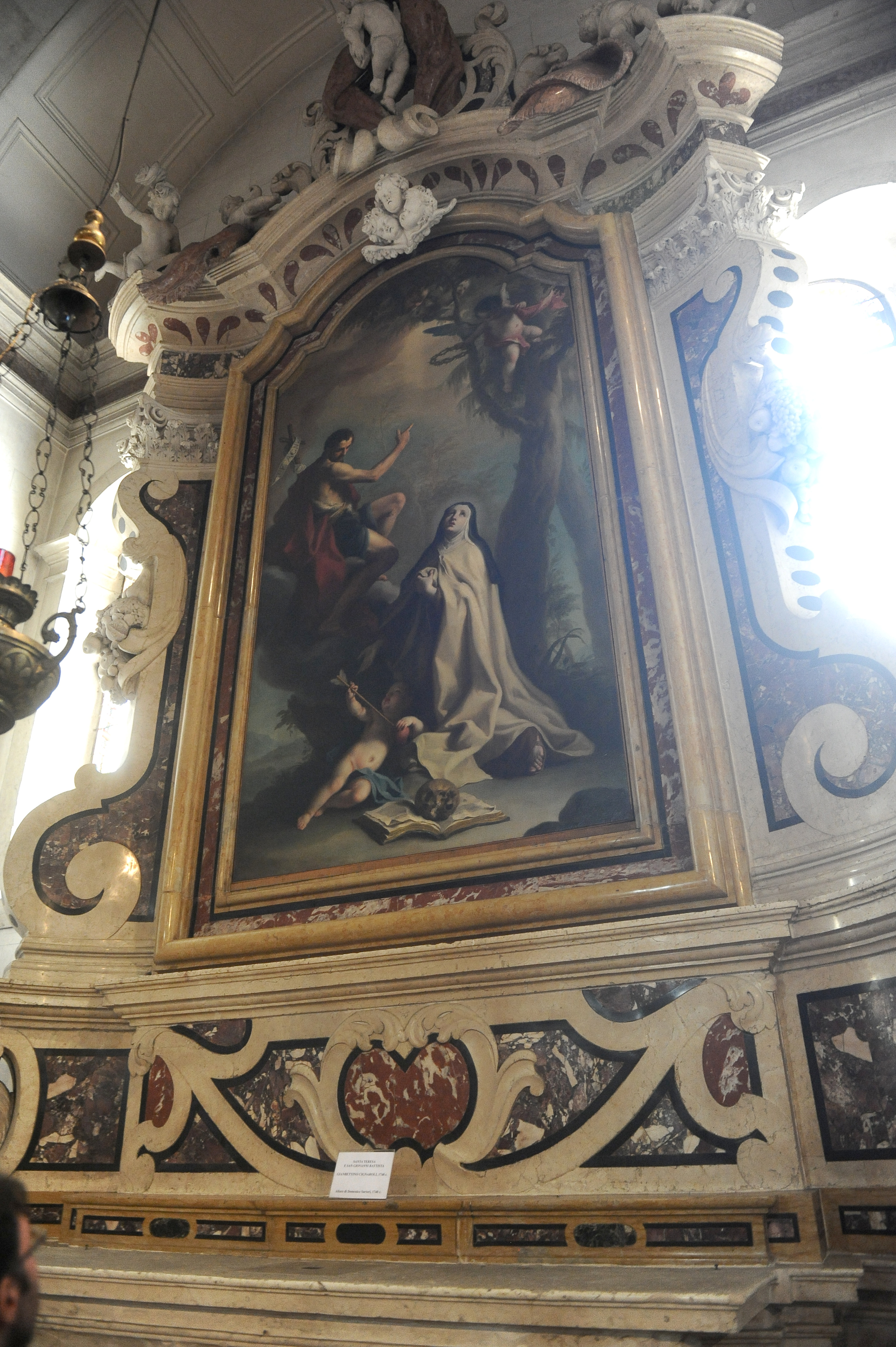
Uno degli altari laterali della chiesa del Carmine, ora nella chiesa di Santa Maria Maggiore

La chiesa, orientata verso nord, era affacciata sull'attuale via Roma, vicino a dove incrocia via Andrea Pozzo, e insisteva sullo spazio occupato oggi in parte dal passaggio Peterlongo, e in parte dalla biblioteca comunale. La struttura seicentesca originaria era probabilmente un edificio modesto, con navata unica che si concludeva direttamente con il presbiterio, comunque già sviluppata nella massima lunghezza possibile (stretta cioè tra la strada di fronte e l'Adige sul retro); era presente anche una cupola oppure un tiburio cubico sopra alla navata oppure al presbiterio (i pochi riferimenti in proposito non sono chiari). Era dotata di un solo altare, realizzato grazie alle donazioni di Mattia Galasso. 
A seguito dell'ampliamento settecentesco, la chiesa assume una pianta a croce greca, nel cui centro si trova l'aula quadrata; ai suoi lati, i bracci est e ovest della croce formano due cappelle poco profonde, il braccio sud è un vestibolo voltato a crociera e il braccio nord è uno spazio analogo e speculare ad esso, che introduce al presbiterio. Quest'ultimo, di forma grossomodo rettangolare e voltato a botte, è fiancheggiato da due corridoi voltati a crociera che conducono al coro retrostante e (quello di destra) alla sagrestia. L'aula è sovrastata da un loggiato, accessibile tramite due scale a chiocciola collocate nei pilastri meridionali, e coperta da un tamburo ottagonale cupolato. Il pavimento è realizzato con lastre quadrate di pietra di Brentonico rossa e bianca, disposte a scacchiera, con una rosa tricolore probabilmente al centro (in rosso, giallo e pietra di paragone) e banchi e pilastri circondati da fasce gialle. Nel complesso, la struttura assomigliava molto alla chiesa dell'Annunziata e, in misura minore, anche a quella del Suffragio, entrambe erette dalle rispettive confraternite nel medesimo periodo ed entrambe progettate Antonio Brusinelli, del quale è possibile presumere l'influenza, se non il coinvolgimento, anche nella fabbrica della chiesa del Carmine. La facciata, che è ora visibile applicata alla chiesa parrocchiale di Borgo Valsugana, era a due piani, inframezzati da un cornicione e scanditi da lesene con capitelli corinzi (sei quello inferiore, quattro il superiore), sormontata da un frontone triangolare con vasi decorativi ai vertici; il portale presentava un timpano spezzato, con nicchia contenente una statua della Madonna con Bambino. 
Le volte della chiesa vennero affrescate da Antonio Gresta nel 1720-21, in quello che secondo il Rasmo doveva essere il suo capolavoro; sono documentati i seguenti soggetti: il Paradiso, con schiere di angeli e santi e virtù cardinali nella cupola; quattro profeti nei suoi pennacchi; la Pentecoste sulla volta del presbiterio; la Madonna che consegna lo scapolare a san Simone Stock, e un angelo con le anime purganti nella lunetta del presbiterio; negli spalti tra le finestre i quattro principali Dottori della Chiesa latina (sant'Ambrogio, sant'Agostino, san Girolamo e san Gregorio Magno).
La chiesa disponeva di tre altari, opere barocche degli scultori castionesi Domenico e Antonio Giuseppe Sartori, realizzati entro il 1749, quando sono documentati in una visita pastorale. Il maggiore, intitolato naturalmente alla Beata Vergine del Carmine, ospitava una tela raffigurante la stessa e conteneva le reliquie di san Giuliano, patrono della confraternita (oltre a due statue di sant'Anna e sant'Elisabetta opera di Giovanni Battista Fattori); i due laterali, più modesti, erano dedicati a santa Teresa e san Giuseppe, con pale di Giambettino Cignaroli (Estasi di Santa Teresa) e Francesco Unterperger (Sacra Famiglia). La chiesa era anche ornata da molti altri quadri; sei di questi sono passati, assieme al portale, alla parrocchiale di Fraveggio: Presentazione di Maria al tempio (Antonio Zeni, 1644), Adorazione dei Magi (Pietro Ricchi, 1645), Consegna dello scapolare a San Simone Stock (Carlo Pozzi, 1645), Incoronazione della Vergine (attr. Carlo Pozzi, 164), Assunzione della Vergine (Elia Naurizio, che era anche membro della confraternita) e Viandanti di Emmaus (attr. Antonio Zeni, 1661). Oltre a questi, si ricordano due tele di Johann Carl Loth, alcune probabilmente di Giuseppe Alberti, oltre a diverse alte di cui non si conosce l'autore, tra cui una Santa Maria Maddalena, una Madonna con san Carlo, un Ecce Homo, quattordici mezze lunette con miracoli della Beata Vergine e un San Giuseppe con il Bambino che porge una pera (quest'ultima copia di una pala dipinta da Andrea Pozzo per il convento delle Laste, che è ora posta in un altare laterale della chiesa di San Pietro di Lasino).